# Som Família (Eslovàquia)
Som Família (en eslovac Sme rodina) és un partit polític nacional-conservador i populista de dretes d'Eslovàquia. Registrat el 6 de juliol de 2011 com a Partit dels Ciutadans d'Eslovàquia, va modificar el seu nom el 2015 amb el nou lideratge de l'empresari Boris Kollár.
Posteriorment va aconseguir representació parlamentària, amb 11 diputats, presència que van consolidar al 2020 amb 17 diputats. Som Família formaria part llavors d'un govern de coalició amb OL'aNO, Llibertat i Solidaritat i Per a la Gent. El gabinet liderat per Igor Matovič (OL'aNO) dimitiria l'any següent per la crisi política desencadenada per un acord secret per comprar la vacuna russa Sputnik V contra el coronavirus. L'1 d'abril de 2021 es formaria el nou gabinet d'Eduard Heger, que havia estat Ministre de Finances a l'anterior govern, amb els mateixos components fins a una nova crisi a l'estiu de 2022, en la qual Llibertat i Solidaritat marxaria del govern, provocant deixar-lo en minoria. A finals d'any el govern perdria una moció de confiança, sent substituït per Ľudovít Ódor el 15 de maig de 2023 en un govern en funcions fins a les noves eleccions de setembre.
En aquestes, el partit patiria una enorme davallada, passant de 237,531 vots (el 8.24%) i la tercera posició el 2020, a només 65,673 vots (el 2.21%) i l'onzena posició, perdent tota la seva representació.

## Resultats electorals

### Consell Nacional
| Any  | Líder        | Vots    | %    | Pos. | Escons   | +/– | Govern            |
| ---- | ------------ | ------- | ---- | ---- | -------- | --- | ----------------- |
| 2016 | Boris Kollár | 172,860 | 6.62 | 6è   | 11 / 150 | Nou | Oposició          |
| 2020 | Boris Kollár | 237,531 | 8.24 | 3r   | 17 / 150 | 6   | Coalició          |
| 2023 | Boris Kollár | 65,673  | 2.21 | 11è  | 0 / 150  | 17  | Extraparlamentari |

### Parlament Europeu
| Any  | Líder           | Vots   | %    | Pos. | Escons | +/– | Grup |
| ---- | --------------- | ------ | ---- | ---- | ------ | --- | ---- |
| 2019 | Peter Pčolinský | 31,840 | 3.23 | 10è  | 0 / 14 |     |      |

### President
| Any  | Candidat       | 1a volta | 1a volta | 1a volta | 2a volta | 2a volta | 2a volta |
| Any  | Candidat       | Vots     | %        | Pos.     | Vots     | %        | Pos.     |
| ---- | -------------- | -------- | -------- | -------- | -------- | -------- | -------- |
| 2019 | Milan Krajniak | 59,464   | 2.77     | 7è       |          |          |          |